# Кайлагун (округ)
Кайлагу́н (англ. Kailahun) — один із 3 округів Східної провінції Сьєрра-Леоне. Адміністративний центр — місто Кайлагун. Округ є крайнім східним у країні, тут проходить державний кордон з Ліберією та Гвінеєю.

## Населення
Населення округу становить 526379 осіб (2015; 358190 у 2004, 233839 в 1985, 180365 в 1974, 150236 в 1963).
У національному відношенні більшість населення становлять представники народу менде, які сповідують іслам.

## Історія
В роки громадянської війни 1991—2002 років саме до цього округу разом із сусіднім Пуджегуном вторглись революційні війська із Ліберії, і саме звідси поширювався революційний настрій на всю країну.

## Адміністративний поділ
У адміністративному відношенні округ складається з 14 вождівств:
| №  | Назва          | Оригінальна назва | Площа, км² | Населення, осіб (2004) | Населення, осіб (2015) | Адміністративний центр |
| -- | -------------- | ----------------- | ---------- | ---------------------- | ---------------------- | ---------------------- |
| 1  | Верхня Бамбара | Upper Bambara     | 225,2      | 28 438                 | 26 848                 | Пендембу               |
| 2  | Дея            | Dea               | 140,5      | 9 876                  | 13 414                 | Байвала                |
| 3  | Джавьє         | Jawie             | 357,7      | 42 639                 | 50 951                 | Дару                   |
| 4  | Кіссі-Кама     | Kissi Kama        | 104,6      | 12 972                 | 20 421                 | Дея                    |
| 5  | Кіссі-Тенґ     | Kissi Teng        | 164,2      | 30 455                 | 45 149                 | Канґама                |
| 6  | Кіссі-Тонґі    | Kissi Tongi       | 260,3      | 33 457                 | 50 950                 | Буеду                  |
| 7  | Кпедже-Бонґре  | Kpeje Bongre      | 179,8      | 12 700                 | 25 169                 | Манова                 |
| 8  | Кпедже-Захід   | Kpeje West        | 156,5      | 13 010                 | 27 544                 | Банумбу                |
| 9  | Луава          | Luawa             | 703,5      | 65 500                 | 81 044                 | Кайлагун               |
| 10 | Малема         | Malema            | 707,3      | 23 298                 | 37 095                 | Джоджойма              |
| 11 | Манду          | Mandu             | 204,9      | 19 708                 | 30 984                 | Мобаї                  |
| 12 | Нджалуагун     | Njaluahun         | 327,0      | 37 484                 | 61 216                 | Сеґбвема               |
| 13 | Пенґуя         | Penguia           | 211,9      | 12 518                 | 26 272                 | Сандар                 |
| 14 | Явей           | Yawei             | 196,0      | 16 135                 | 29 322                 | Бандаджума             |

## Господарство
Основою економіки округу є сільське господарство, а саме вирощування рису, кави та какао.
Округ має власне радіо — Radio Moa FM 1015.5 Kailahun.

## Персоналі
В окрузі народились такі відомі люди:
- Агмад Теджан Кабба (1932) — президент Сьєрра-Леоне 1996-1997 років
- Стіді Бонґо (1966) — відомий в країні музикант та продюсер